# Achozen
Achozen é uma banda de rap formada em Los Angeles por Shavo Odadjian e Robert Diggs, (mais conhecido como RZA), é um rapper, produtor e ator americano, é integrante e líder do grupo Wu-Tang Clan.

## História
Nas palavras de Shavo: "Achozen vai fazer as pessoas viajarem. É tudo o que eu posso dizer sobre isso. Vai fazer as pessoas viajarem de um jeito realmente bom. Eu acho que os fãs de rock vão começar a gostar de hip hop. Não é rap metal. Não há guitarras pesadas ou nada do tipo. Eu estou fazendo todas as batidas. É apenas um domínio diferente do hip hop com batedores pesados além de nós”.
No dia 22 de bril de 2008 (mesmo dia do niversário do Shavo) foi lançada apenas à membros do urSession.com a faixa 'Deuces'
Outro é o site urSession.com, criado por Shavo juntamente com seu amigo de infância Narb Avedissian e Sway And Tech da Power 106, um lugar onde artistas de todo o mundo têm uma oportunidade de estrear na indústria da música. “Artistas ao redor do mundo, podem fazer uma audição upando o áudio ou vídeo de suas apresentações, sua banda, deles mesmos e eles podem ter uma chance de assinar contrato não apenas conosco, urSession Records, mas com qualquer outra gravadora que os vir em nosso site”, diz Shavo.

## Estilo de música
A música de Achozen é descrita por um escritor como "espaço hip hop, rap, sem litoral ou mesmo um planeta. Ao invés disso, cada canção gira em torno de um sistema solar de sentimento. O álbum explora e exorciza um espectro de emoções, já que cada faixa se aprofunda em qualquer dor, o êxtase, ódio ou esperança. Utilizando cítara e violino, Shavo quebra o molde, tocando instrumentos ao vivo para todo o álbum, como ele constrói bate com uma fluidez cósmicos ". Odadjian declarou em uma entrevista que:
| “ | Achozen é uma revolução musical. Não é apenas uma banda, é uma maneira de pensar." | ” |

## Discografia
- 2010 - The Album[2]